# Improvviserai
Improvviserai è stato un programma televisivo in onda su Rai 2, dal 18 luglio 2019 al 26 febbraio 2020.
Il programma è condotto da Ale e Franz, con la partecipazione fissa dei comici Alessandro Betti, Maria Di Biase e Gigi e Ross.

## Format
Improvviserai è un rifacimento di Buona la prima!, programma televisivo di Fatma Ruffini in onda su Italia 1 dal 2007 al 2017, a sua volta basato sul programma tedesco Schillerstraße, che vedeva protagonista il duo comico milanese.
Il programma, previsto in un primo momento per la prima metà del 2019, è stato spostato in piena estate per poi essere successivamente sospeso dopo la prima puntata a causa dei bassi ascolti. 
Nel gennaio 2020 il programma è stato reinserito nel palinsesto di Rai 2, ed è andato in onda dall'8 gennaio 2020 in seconda serata.

## Edizioni
| Edizione | Puntate | Prima TV  | Share |
| -------- | ------- | --------- | ----- |
| 1ª       | 8       | 2019-2020 | 3,12% |

## Episodi
| # | Titolo                          | Prima visione    | Ospite               | Suggeritore     | Spettatori | Share |
| - | ------------------------------- | ---------------- | -------------------- | --------------- | ---------- | ----- |
| 1 | Il film                         | 18 luglio 2019   | Gianmarco Tognazzi   | Federico Russo  | 598.000    | 3,17% |
| 2 | Che serata                      | 18 luglio 2019   | Giancarlo Magalli    | Gabriele Corsi  | 481.000    | 3,12% |
| 3 | Anche tu cuoco, Ale, amico mio! | 8 gennaio 2020   | Nina Zilli           | Adriano Panatta | 423.000    | 3,62% |
| 4 | Tinder bueno                    | 15 gennaio 2020  | Elisabetta Gregoraci | Federico Russo  | 430.000    | 3,47% |
| 5 | Te l’arredo io la casa          | 22 gennaio 2020  | Matilde Gioli        | Adriano Panatta | 424.000    | 3,43% |
| 6 | Gli si legge in faccia          | 29 gennaio 2020  | Federica Fontana     | J-Ax            | 433.000    | 3,76% |
| 7 | Per qualche ospite in più       | 12 febbraio 2020 | Mia Ceran            | Stefania Rocca  | 345.000    | 3,11% |
| 8 | Il portafogli di Ale            | 19 febbraio 2020 | Andrea Delogu        | Gabriele Corsi  | 395.000    | 2,81% |
| 9 | Nessun dorma                    | 26 febbraio 2020 | Valeria Bilello      | Stefania Rocca  | 321.000    | 1,56% |

## Cast

### Protagonisti
I sei protagonisti presenti in ogni singola puntata sono:
- Alessandro Besentini, detto Ale;
- Francesco Villa, detto Franz;
- Alessandro Betti, detto Sandro;
- Maria Di Biase, detta Maria;
- Luigi Esposito, detto Gigi;
- Rosario Morra, detto Ross.

### Ospiti
Alcuni ospiti hanno preso parte allo show salendo direttamente sul palco, mentre altri hanno rivestito il ruolo di suggeritori:
- Gianmarco Tognazzi
- Federico Russo
- Giancarlo Magalli
- Gabriele Corsi
- Matilde Gioli
- Nina Zilli
- Elisabetta Gregoraci
- Adriano Panatta
- J-Ax
- Stefania Rocca
- Mia Ceran